# Guldgrävarmyran
Guldgrävarmyran är ett sagodjur som beskrevs första gången i tredje volymen av Herodotos verk Historia.
Enligt berättelsen levde myrorna i en öken i Indien och de gräver fram sand som består av guld. Myrorna ska ha storleken mellan en hund (antagligen molosserhund eller schäfer) och en räv. Regionens invånare följer efter myrorna och samlar upp guldet med hjälp av en påse. Myrorna har däremot bra luktsinne och därför behöver människorna snabbt springa iväg när de har fyllt påsen.
Samma historia upptogs av Plinius den äldre i Naturalis Historia och Strabon. De berättade dessutom att personerna var invånare i Dardistan (en del av Kashmir). De vandrade till Tibet för att nå regionen med myrorna. Även indiska berättelser som Mahabharata tyder på Tibet som sägnens ursprung. I dessa berättelser förekommer paipilika (myrornas guld) och honung från himavatsblomman. De överlämnas till en kung som gåva. Blomman beskrivs som en kamara som glänser liksom månen. Kamara är en vippa mot flugor som skapas av grymtoxens hår och grymtoxen bor i Tibet. Hivat är ett annat namn för Himalaya i regionen. Hos Strabon är platsen, där historien äger rum, dessutom ett högplatå. Plinius och Strabon förklarar dessutom att myrorna är aktiva under vintern. Det överensstämmer med guldgrävarnas aktivitet under 1800-talet i Tibet. Guldgruvan i Thok Jalung besöktes omkring 1870 under sommaren av ungefär 300 arbetare och under vintern fanns 600 guldgrävare. Som orsak antas att marken var frusen och att jordskred var sällsynta under vintern. Schiern och Liebrecht skriver 1874 i en avhandling att bergstraktens befolkning var klädd i pälsverk, så att de kan misstas för att vara djur. Auktorerna av verket skriver även att Tibets befolkning har för vana att visa tungan som hälsningsfras och att de sedan pressar ihop sina tänder. Schiern och Liebrecht förklarar att tibetanerna har stora hundar, vilket kan leda till förväxlingar hos främmande besökare.
Historier om guldgrävande eller guldbevakande djur finns även i andra delar av världen.